# Volksdemokratische Partei (Bhutan)
Die Volksdemokratische Partei (Dzongkha: མི་སེར་དམངས་གཙོའི་ཚོགས་པ་; Wylie: mi-ser dmangs-gtsoi tshogs-pa; englisch People’s Democratic Party, PDP) ist eine politische Partei in Bhutan. Die Partei wurde am 24. März 2007 gegründet. Der Gründungspräsident der Partei ist Sangay Ngedup, der ehemalige Premierminister und Landwirtschaftsminister der Königlichen Regierung von Bhutan. Der gegenwärtige Vorsitzende der Partei ist Tshering Tobgay. Die Partei reichte am 6. August 2007 den Antrag auf Registrierung ein. Am 1. September 2007 wurde die PDP durch die Wahlkommission von Bhutan offiziell als Partei registriert. Sie war damit die erste registrierte politische Partei in Bhutan. Die Partei stellte Kandidaten in allen 47 Wahlkreisen bei den ersten freie Parlamentswahl in Bhutan 2008 auf.
Bei der Wahl 2008 gewann die Partei knapp ein Drittel der Stimmen und nur zwei der 47 Sitze in der Nationalversammlung (Gyelyong Tshogdu). Die einzige weitere Partei, die zur Wahl zugelassen wurde, die Bhutanische Partei für Frieden und Wohlstand (DPT, Bhutan Peace and Prosperity Party) gewann etwas mehr als zwei Drittel der Stimmen und errang 45 Sitze. Der damalige Parteipräsident der PDP, Sangay Ngedup war in seinem Wahlkreis nicht erfolgreich. Oppositionsführer wurde Tshering Tobgay.
Bei der Parlamentswahl 2013 gewann die Partei 54,88 Prozent der Stimmen und 32 Sitze. Im Wahlkampf hatte die Partei umfangreiche Wahlversprechen abgegeben. Sie hatte angekündigt, die Wirtschaft zu fördern, nachdem das Wirtschaftswachstum mit 2 % die niedrigste Wachstumsrate in 20 Jahren aufwies. Die Wirtschaftsentwicklung lag unter anderem an Währungsengpässen, steigender Staatsverschuldung, gestoppten Krediten und wachsender Korruption. Tshering Tobgay wurde Ministerpräsident.
2018 verlor die Volksdemokratische Partei PDP überraschend gegen die Druk Nyamrup Tshogpa (DNT) und verpasste den Einzug ins Parlament komplett.